# Wereldkampioenschap superbike van Magny-Cours 2007
Het wereldkampioenschap superbike van Magny-Cours 2007 was de dertiende en laatste ronde van het wereldkampioenschap superbike en het wereldkampioenschap Supersport 2007. De races werden verreden op 7 oktober 2007 op het Circuit Magny-Cours nabij Magny-Cours, Frankrijk.
James Toseland werd gekroond tot kampioen in de superbike-klasse met een zesde plaats in de tweede race van het weekend, wat genoeg was om zijn laatste concurrent Noriyuki Haga voor te kunnen blijven.

## Superbike

### Race 1
| Pos | Nr  | Rijder             | Constructeur | Rondes | Tijd        | Grid | Punten |
| --- | --- | ------------------ | ------------ | ------ | ----------- | ---- | ------ |
| 1   | 41  | Noriyuki Haga      | Yamaha       | 23     | 38:33.762   | 4    | 25     |
| 2   | 21  | Troy Bayliss       | Ducati       | 23     | +2.770      | 7    | 20     |
| 3   | 11  | Troy Corser        | Yamaha       | 23     | +3.735      | 3    | 16     |
| 4   | 76  | Max Neukirchner    | Suzuki       | 23     | +8.570      | 2    | 13     |
| 5   | 10  | Fonsi Nieto        | Kawasaki     | 23     | +12.925     | 9    | 11     |
| 6   | 3   | Max Biaggi         | Suzuki       | 23     | +13.283     | 6    | 10     |
| 7   | 52  | James Toseland     | Honda        | 23     | +16.395     | 1    | 9      |
| 8   | 111 | Rubén Xaus         | Ducati       | 23     | +22.581     | 10   | 8      |
| 9   | 55  | Régis Laconi       | Kawasaki     | 23     | +22.828     | 8    | 7      |
| 10  | 44  | Roberto Rolfo      | Honda        | 23     | +32.729     | 11   | 6      |
| 11  | 38  | Shinichi Nakatomi  | Yamaha       | 23     | +38.305     | 17   | 5      |
| 12  | 31  | Karl Muggeridge    | Honda        | 23     | +53.685     | 16   | 4      |
| 13  | 32  | Yoann Tiberio      | Honda        | 23     | +53.799     | 14   | 3      |
| 14  | 84  | Michel Fabrizio    | Honda        | 23     | +53.915     | 12   | 2      |
| 15  | 83  | Guillaume Dietrich | Suzuki       | 23     | +56.474     | 18   | 1      |
| 16  | 99  | Steve Martin       | Suzuki       | 23     | +1:11.402   | 13   |        |
| DNF | 22  | Luca Morelli       | Honda        | 19     | Uitgevallen | 19   |        |
| DNF | 96  | Jakub Smrž         | Ducati       | 4      | Ongeluk     | 15   |        |
| DNF | 42  | Dean Ellison       | Ducati       | 4      | Uitgevallen | 20   |        |
| DNF | 57  | Lorenzo Lanzi      | Ducati       | 0      | Ongeluk     | 5    |        |

### Race 2
| Pos | Nr  | Rijder             | Constructeur | Rondes | Tijd           | Grid | Punten |
| --- | --- | ------------------ | ------------ | ------ | -------------- | ---- | ------ |
| 1   | 41  | Noriyuki Haga      | Yamaha       | 23     | 38:35.353      | 4    | 25     |
| 2   | 3   | Max Biaggi         | Suzuki       | 23     | +3.518         | 6    | 20     |
| 3   | 10  | Fonsi Nieto        | Kawasaki     | 23     | +9.142         | 9    | 16     |
| 4   | 11  | Troy Corser        | Yamaha       | 23     | +9.257         | 3    | 13     |
| 5   | 21  | Troy Bayliss       | Ducati       | 23     | +12.825        | 7    | 11     |
| 6   | 52  | James Toseland     | Honda        | 23     | +19.316        | 1    | 10     |
| 7   | 44  | Roberto Rolfo      | Honda        | 23     | +20.994        | 11   | 9      |
| 8   | 55  | Régis Laconi       | Kawasaki     | 23     | +22.452        | 8    | 8      |
| 9   | 84  | Michel Fabrizio    | Honda        | 23     | +22.505        | 12   | 7      |
| 10  | 111 | Rubén Xaus         | Ducati       | 23     | +28.352        | 10   | 6      |
| 11  | 31  | Karl Muggeridge    | Honda        | 23     | +44.333        | 16   | 5      |
| 12  | 32  | Yoann Tiberio      | Honda        | 23     | +48.077        | 14   | 4      |
| 13  | 83  | Guillaume Dietrich | Suzuki       | 23     | +1:23.307      | 18   | 3      |
| 14  | 22  | Luca Morelli       | Honda        | 23     | +1:23.826      | 19   | 2      |
| 15  | 42  | Dean Ellison       | Ducati       | 23     | +1:37.631      | 20   | 1      |
| DNF | 76  | Max Neukirchner    | Suzuki       | 6      | Ongeluk        | 2    |        |
| DNF | 38  | Shinichi Nakatomi  | Yamaha       | 5      | Schade ongeluk | 17   |        |
| DNF | 99  | Steve Martin       | Suzuki       | 1      | Ongeluk        | 13   |        |
| DNF | 96  | Jakub Smrž         | Ducati       | 0      | Uitgevallen    | 15   |        |
| DNS | 57  | Lorenzo Lanzi      | Ducati       | 0      | Niet gestart   | 5    |        |

## Supersport
| Pos | Nr  | Rijder                | Constructeur | Rondes | Tijd        | Grid | Punten |
| --- | --- | --------------------- | ------------ | ------ | ----------- | ---- | ------ |
| 1   | 54  | Kenan Sofuoğlu        | Honda        | 22     | 37:55.892   | 1    | 25     |
| 2   | 23  | Broc Parkes           | Yamaha       | 22     | +2.794      | 2    | 20     |
| 3   | 18  | Craig Jones           | Honda        | 22     | +11.135     | 9    | 16     |
| 4   | 45  | Gianluca Vizziello    | Yamaha       | 22     | +11.551     | 6    | 13     |
| 5   | 6   | Tommy Hill            | Yamaha       | 22     | +12.359     | 4    | 11     |
| 6   | 94  | David Checa           | Yamaha       | 22     | +16.473     | 8    | 10     |
| 7   | 125 | Josh Brookes          | Honda        | 22     | +17.861     | 10   | 9      |
| 8   | 21  | Katsuaki Fujiwara     | Honda        | 22     | +22.019     | 12   | 8      |
| 9   | 38  | Grégory Leblanc       | Honda        | 22     | +22.540     | 11   | 7      |
| 10  | 55  | Massimo Roccoli       | Yamaha       | 22     | +22.640     | 7    | 6      |
| 11  | 194 | Sébastien Gimbert     | Yamaha       | 22     | +23.534     | 15   | 5      |
| 12  | 111 | Arne Tode             | Honda        | 22     | +29.480     | 16   | 4      |
| 13  | 116 | Simone Sanna          | Honda        | 22     | +40.098     | 19   | 3      |
| 14  | 87  | Kenny Foray           | Honda        | 22     | +40.283     | 24   | 2      |
| 15  | 118 | David Perret          | Kawasaki     | 22     | +42.882     | 28   | 1      |
| 16  | 33  | Stefan Nebel          | Kawasaki     | 22     | +43.136     | 21   |        |
| 17  | 4   | Lorenzo Alfonsi       | Honda        | 22     | +54.566     | 27   |        |
| 18  | 35  | Gilles Boccolini      | Kawasaki     | 22     | +57.557     | 29   |        |
| 19  | 169 | Julien Enjolras       | Yamaha       | 22     | +58.750     | 30   |        |
| 20  | 48  | Joe Dickinson         | Honda        | 22     | +58.911     | 31   |        |
| 21  | 31  | Vesa Kallio           | Suzuki       | 22     | +59.076     | 13   |        |
| 22  | 26  | Joan Lascorz          | Honda        | 22     | +1:05.603   | 17   |        |
| 23  | 77  | Barry Veneman         | Suzuki       | 22     | +1:15.572   | 14   |        |
| DNF | 10  | Arturo Tizón          | Yamaha       | 21     | Uitgevallen | 25   |        |
| DNF | 71  | Mauro Sanchini        | Honda        | 21     | Uitgevallen | 22   |        |
| DNF | 9   | Fabien Foret          | Kawasaki     | 12     | Uitgevallen | 5    |        |
| DNF | 16  | Sébastien Charpentier | Honda        | 10     | Uitgevallen | 3    |        |
| DNF | 17  | Miguel Praia          | Honda        | 9      | Ongeluk     | 26   |        |
| DNF | 44  | David Salom           | Yamaha       | 9      | Ongeluk     | 18   |        |
| DNF | 12  | Javier Forés          | Honda        | 7      | Uitgevallen | 23   |        |
| DNF | 7   | Pere Riba             | Kawasaki     | 4      | Ongeluk     | 20   |        |
| DNF | 62  | Nicklas Cajback       | Honda        | 0      | Ongeluk     | 32   |        |

## Eindstanden na wedstrijd

### Superbike
| Pos | Nr | Rijder         | Team   | Punten |
| --- | -- | -------------- | ------ | ------ |
| 1   | 52 | James Toseland | Honda  | 415    |
| 2   | 41 | Noriyuki Haga  | Yamaha | 413    |
| 3   | 3  | Max Biaggi     | Suzuki | 397    |
| 4   | 21 | Troy Bayliss   | Ducati | 372    |
| 5   | 11 | Troy Corser    | Yamaha | 296    |

### Supersport
| Pos | Nr | Rijder            | Team     | Punten |
| --- | -- | ----------------- | -------- | ------ |
| 1   | 54 | Kenan Sofuoğlu    | Honda    | 276    |
| 2   | 23 | Broc Parkes       | Yamaha   | 133    |
| 3   | 9  | Fabien Foret      | Kawasaki | 128    |
| 4   | 21 | Katsuaki Fujiwara | Honda    | 101    |
| 5   | 18 | Craig Jones       | Honda    | 94     |

1991 · 2003 · 2004 · 2005 · 2006 · 2007 · 2008 · 2009 · 2010 · 2011 · 2012 · 2013 · 2014 · 2015 · 2016 · 2017 · 2018 · 2019 · 2020 · 2021 · 2022 · 2023 · 2024 · 2025